# Distretto di Pingzhen
Il distretto di Pingzhen (平鎮市) è un distretto di Taiwan e la diciottesima città più popolosa dello Stato; è situata nella parte centrale della municipalità di Taoyuan.

## Infrastrutture e trasporti
- Autostrada nazionale No. 1
- Autostrada provinciale No. 1
- Autostrada provinciale No. 66